# 民國黨
民國黨（英語：Minkuotang）曾是一個中華民國政黨，於2015年1月27日在國立國父紀念館召開全國黨員成立大會時正式成立，黨名取名自《中華民國國歌》中的「以建民國，以進大同」的「民國」。由時任立法委員徐欣瑩擔任首屆黨主席，標舉「政黨合作不再惡鬥、國政維新強國富民」為口號，總部設於台北市。嗣於同年3月18日在臺北國際會議中心舉辦民國黨擴大成立大會。
2016年，徐欣瑩擔任親民黨主席宋楚瑜的副手，搭檔參選中華民國總統及副總統，但並未當選；2015至2016年，徐欣瑩曾作為民國黨在立法院中的唯一一席立委，但該年立法委員選舉中，民國黨的參選人全數落選，自此失去所有在立院的席次。
2018年11月29日，徐欣瑩請辭黨主席，經民國黨臨時中央委員會於2018年12月14日召開臨時全國黨員代表大會，選任民國黨資訊長、第19屆新竹縣議員吳旭智為第二屆黨主席。
2019年1月2日，民國黨宣布將於同月25日併入國會政黨聯盟，成為中華民國政黨法施行以來首例政黨合併案。2020年3月31日，國會政黨聯盟也宣告解散。

## 沿革

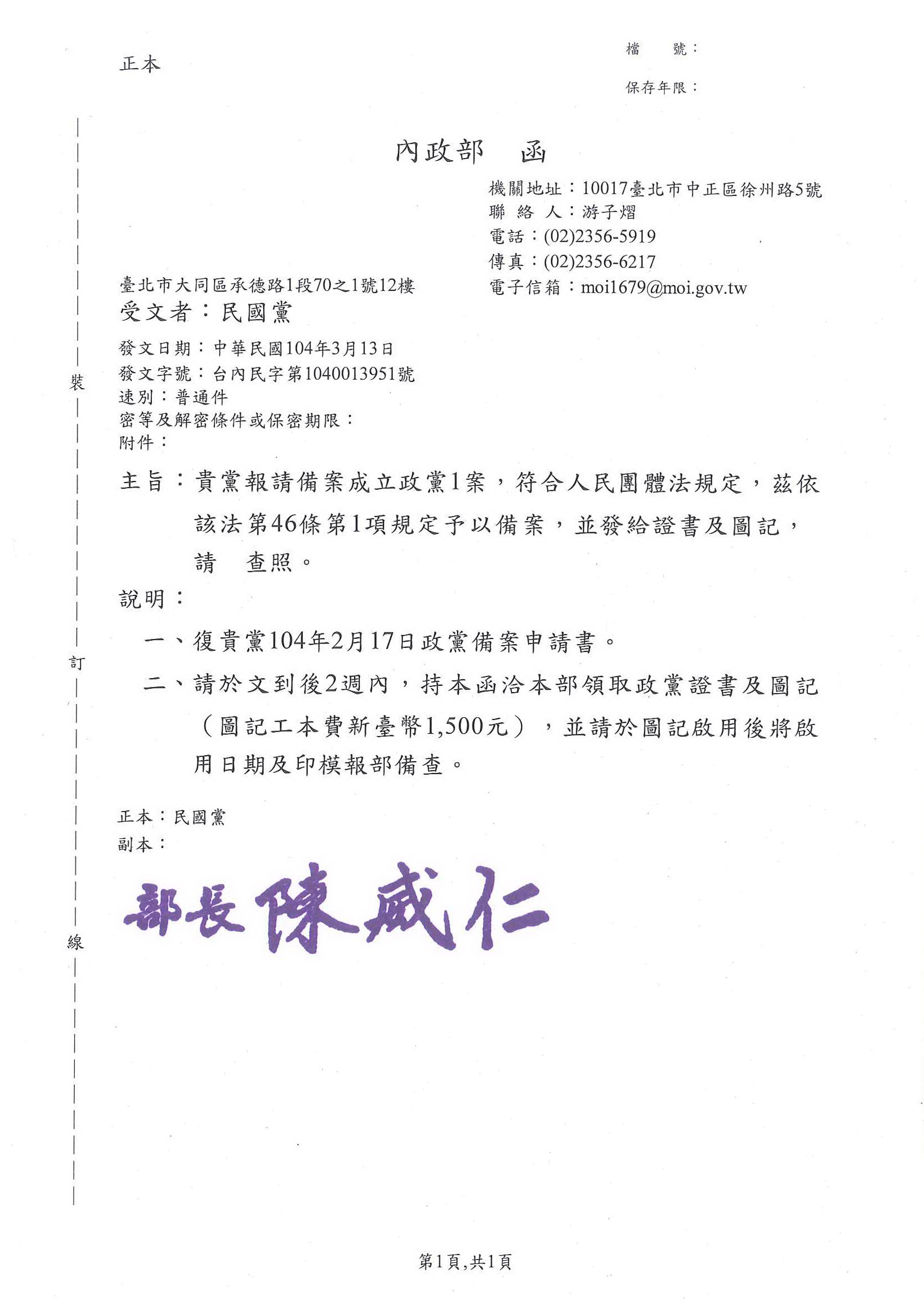
民國黨於內政部備案

- 2015年1月27日，民國黨在國父紀念館召開全國黨員成立大會，正式成立。會中並選任徐欣瑩為第一屆黨主席。
- 2015年3月13日，民國黨獲內政部核准備案。[6] 。
- 2015年3月18日，於台北國際會議中心舉辦「擴大成立大會」，徐欣瑩成為立法院一百一十二位立法委員中唯一的黨主席。[7][8]
- 2015年11月24日，民國黨主席徐欣瑩擔任親民黨主席宋楚瑜的副手，正式登記參選2016年中華民國總統選舉。徐欣瑩表示，「宋瑩配」代表跨黨派、跨世代、跨性別和跨族群，雖然總統大選民國黨與親民黨合作，但並非合併。[9]
- 2016年1月14日，民國黨召開全體現任民意代表與候選人「三不原則」從政承諾書公布記者會，出席者在從政承諾書上簽名承諾「不收紅包、不炒土地、不包工程」。
- 2016年1月16日，立法委員選舉，民國黨之不分區政黨票僅得1.6%，無法跨越5%門檻提名立委，亦未及3.5%的政黨補助款門檻，區域立委全部落選。隔天，徐欣瑩宣佈辭去黨主席，但經民國黨中常會一致慰留後，徐欣瑩22日宣布繼續留任黨主席[10]。
- 2018年2月12日，徐欣瑩宣布代表民國黨參選下屆新竹縣長，最終以91,190票敗給國民黨候選人楊文科[11]，並於同年11月29日宣布辭去民國黨黨主席一職[12]。
- 2018年12月14日經臨時中央委員會召開臨時全國黨員代表大會選任吳旭智為民國黨第二屆黨主席，並通過與國會政黨聯盟的合併案。
- 2019年1月25日，併入國會政黨聯盟，成為中華民國憲政第二例政黨合併案。[4][5]

## 黨徽
民國黨以復興中華民國為己任。黨徽和國徽相同，金黃色旗面做底，內有一枚中華民國國徽。由於黨旗上的國徽與中國國民黨黨徽近似，黃底又與新黨「撞色」，黨旗被認為與國民黨、新黨近似。

## 政治立場
- 民國黨率先提出「政黨合作、不再惡鬥」主張，並在副總統辯論會時表示：「民國黨就是希望能夠推動政黨合作不再惡鬥，什麼是政黨政治？以全民的利益、以國家的利益為最優先，讓我們共同對內團結一致，對外能夠打世界盃。」[16]。
- 徐欣瑩在副總統辯論時提出「民國黨『比藍的更藍，比綠的更綠』，比藍的更認同捍衛中華民國，比綠的更愛台灣，是真正的超越藍綠！」[17]。

## 獲得評價
- 台北市長柯文哲在2016年大選前曾為民國黨錄影表達支持，表示對民國黨有很高的期待[18]。
- 聯華電子榮譽副董事長宣明智宣布加入民國黨。宣明智表示過去從未加入過任何政黨，認為「以國家發展的角度，政府沒有發揮台灣的優勢與實力，只停留在內耗，而民國黨有一定的支持度和影響力，對台灣會有很大的影響，我對民國黨既關心又熱愛，這是我的心裡話」。[19]
- 政治評論家胡忠信加入民國黨，表示認同民國黨超越藍綠的理念[20]。
- 曾經拿到世界電子竞技大赛亞洲電競冠軍的選手張業正、黃裕勝公開支持民國黨，表示在一個充滿批判與意識形態的2016年大選氛圍中，仍力推「電競正名」這樣的競選政見，讓他們非常感動。[21]
- 台灣第一批登上聖母峰的團隊成員之一「山羊」（台灣登山故事館負責人邵定國）加入民國黨，表示：「台灣有海洋政策白皮書，沒有山岳政策白皮書，希望這些將來是我們要做的方向。因為國民健康、國民冒險精神、團隊精神，人跟自然、人跟土地的連結，都有關連性的。」[22]

## 黨職

### 黨領袖
| 任次 | 職位   | 姓名   | 接任           | 卸任           | 備註                                                               |
| ---- | ------ | ------ | -------------- | -------------- | ------------------------------------------------------------------ |
| 1    | 黨主席 | 徐欣瑩 | 2015年3月13日  | 2018年11月29日 | 在2018年中華民國直轄市長及縣市長選舉成果不如預期，請辭黨主席職務。 |
| 2    | 黨主席 | 吳旭智 | 2018年12月14日 | 2019年1月24日  | 民國黨資訊長、第19屆新竹縣議員                                     |

## 主要選舉記錄

### 2016年總統、立委選舉
2015年11月18日，黨主席徐欣瑩作為副總統參選人與親民黨總統參選人宋楚瑜搭檔競選2016年中華民國總統選舉，隔年拿下總統選舉中的157萬票，為該次總統選舉中得票數最低的參選人，但相較於宋楚瑜前幾次參選，已是亮眼成績。
親民黨亦獲得6.5%之得票率，共計三名立委席次。反觀民國黨在政黨票的得票數極低，兩者得票差距甚大。
2016年1月16日，民國黨於2016年中華民國立法委員選舉中慘敗。不分區之政黨票僅得1.6%，其他參選區域立委亦全部落選，故於立法院中未獲任何席次。

#### 不分區立委提名
該黨未達5%政黨票門檻，故以下名單全部落選。
| 不分區立委提名名單 |
| ------------------ |
| 陳漢洲             |
| 林錫維             |
| 陳奕樵             |
| 蔡慧玲             |
| 李天鐸             |
| 何宇羚             |
| 曾玉瓊             |
| 蔡宥祥             |
| 陳麗紋             |
| 劉美貞             |

#### 區域立委提名
| 區域立委提名名單 | 區域立委提名名單 | 區域立委提名名單 | 區域立委提名名單 | 區域立委提名名單 |
| 參選選區         | 候選人           | 得票數           | 得票率           | 結果             |
| ---------------- | ---------------- | ---------------- | ---------------- | ---------------- |
| 基隆市選舉區     | 楊石城           | 19,045           | 10.0306%         | 落選             |
| 臺北市第一選舉區 | 王靜亞           | 9,480            | 5.0210%          | 落選             |
| 臺北市第六選舉區 | 吳旭智           | 5,962            | 3.7133%          | 落選             |
| 新北市第六選舉區 | 李貴寶           | 706              | 0.4810%          | 落選             |
| 新北市第九選舉區 | 張菁芳           | 23,767           | 15.0594%         | 落選             |
| 桃園市第三選舉區 | 陳宏瑞           | 8,726            | 5.0339%          | 落選             |
| 桃園市第五選舉區 | 張誠             | 17,956           | 10.7936%         | 落選             |
| 新竹縣選舉區     | 邱靖雅           | 63,512           | 24.9628%         | 落選             |
| 苗栗縣第一選舉區 | 康世儒           | 23,134           | 17.3426%         | 落選             |
| 臺中市第四選舉區 | 吳淑慧           | 5,616            | 2.9447%          | 落選             |
| 彰化縣第二選舉區 | 張耀元           | 4,554            | 2.8030%          | 落選             |
| 臺南市第三選舉區 | 鄧秀寶           | 5,247            | 2.5135%          | 落選             |
| 高雄市第九選舉區 | 林宗彥           | 6,667            | 4.0038%          | 落選             |
| 平地原住民選舉區 | 吳國譽           | 1,808            | 1.9111%          | 落選             |

### 2018年直轄市長、縣市長及縣市議員選舉

#### 縣市長提名
| 競選職位 | 候選人 | 得票數 | 得票率 | 結果 | 備註                                         |
| -------- | ------ | ------ | ------ | ---- | -------------------------------------------- |
| 新竹縣長 | 徐欣瑩 | 91,190 | 32.29% | 落選 | 2017年8月12日宣布參選。 2018年11月24日落選。 |

#### 縣市議員提名
| 競選職位   | 選區           | 候選人 | 得票數 | 得票率 | 結果 | 備註                    |
| ---------- | -------------- | ------ | ------ | ------ | ---- | ----------------------- |
| 基隆市議員 | 基隆市第四選區 | 楊石城 | 5,711  | 22.86% |      | 2018年6月29日宣布參選。 |
| 台北市議員 | 台北市第三選區 | 徐世勳 | 8,675  | 3.89%  |      | 2018年6月29日宣布參選。 |
| 新竹縣議員 | 新竹縣第一選區 | 邱靖雅 | 10,072 | 12.40% |      | 2018年6月29日宣布參選。 |
| 新竹縣議員 | 新竹縣第一選區 | 吳旭智 | 3,987  | 4.91%  |      | 2018年6月29日宣布參選。 |
| 桃園市議員 | 桃園市第八選區 | 张诚   | 6,487  | 6.23%  |      | 2018年8月24日宣布參選。 |

- 標示粗體者為競選連任的黨公職人員。

## 代表人物
- 胡忠信（台灣政論評論家、中廣《新聞大解讀》節目主持人），2015年12月20日，正式加入民國黨。
- 徐世勳（原無黨籍台北市議員）為民國黨發言人[32]，使民國黨擁有首席台北市議員。
- 邱靖雅（2014年以第一高票從竹北市市民代表轉戰新竹縣議會成功的前無黨籍新竹縣議員）加入民國黨。邱靖雅是民國黨成立大會的司儀 [33] 。
- 康世儒（前苗栗縣竹南鎮鎮長、立法委員）加入民國黨[34]。
- 許千樹（國立交通大學副校長）以民國黨政策會顧問名義，出席年代新聞台節目《周末新聞追追追》。[35]
- 劉月廷（中華身心障礙公益技能協會秘書長）認為需要更多政黨聆聽弱勢的聲音，期待老有所養，加入民國黨並錄影推薦。[36]
- 邵定國（台灣登山故事館負責人；綽號山羊）曾加入國民黨、後參與黨外運動，因厭倦政黨惡鬥而加入民國黨，並錄影推薦民國黨，強調海洋政策與山岳政策的重要。[37]
- 宣明智（聯華電子榮譽副董事長）於私人場合加入民國黨，因其過去從未加入任何政黨而引發議論。[38]
- 陳虎門（中華民國陸軍少將、前國防部情報局處長）
- 李天鐸（中華民國陸軍上校、前國家安全局駐法國代表）

## 政治觀點
- 高中國文課綱「文言文和白話文比例」爭議，民國黨主席徐欣瑩表示，問題不在文白比例，課綱也可以討論，但現在最令人詬病的是程序問題，課程審議會權力竟然大到可以凌駕由專家組成的課程發展委員會，直升「課程修改會」，除自行提案刪減比例，還可用網路投票選文。她呼籲若課綱真有異議，也應按程序退回，讓研修小組再重新提出新案審核，而非如此不負責的大幅調整文白比例。[39][40]
- 民國黨主席徐欣瑩認為，優先法案不要淪於口頭優先，之前的前瞻惡鬥讓許多重大民生經濟法案被擱置，政治掛帥與惡鬥的思維不改，即使列為優先法案一樣審不到。她為科技業請命，「科技創新是分秒必爭，假若由民國黨主導，會將其中攸關國家競爭力的法案最先處理，全力為數位經濟開路！」。[41]
- 行政院長賴清德就任後多次強調要拼經濟，對此，民國黨主席徐欣瑩提出三大問，包括新官上任，政府要如何幫產業走出去？新南向是否繼續推？如何跨出低薪的悶經濟？[42]
- 2017年8月，民國黨主席徐欣瑩表示，衛福部日前曾説，政府反毒「不是要降低吸毒發生率」，代表政府自己都搞不清楚目標，怪不得反毒無功，因此民國黨號召發起「台灣零毒品」全民連署行動，並提出「不要不要」的四大主張。[43]2017年11月，民國黨基隆市議員楊石城9日在基隆市議會發起反毒連署行動，提出「二不二要」，包括吸毒者不要放棄治療、毒品不要除罪化、要建立有效教材以及要建立中央專責單位；基隆市長林右昌當場響應加入連署活動，承諾市府全力支持警方加強打擊毒品犯罪行動，盼未來能夠減少毒品問題[44]。民國黨新竹縣議員邱靖雅14日在縣政總質詢時，提到很多學生家長向她反映，在國、中小學校附近出現許多夾娃娃機台，擔心毒品會藏在可愛的贈品裡頭，讓小孩不小心誤食造成傷害，她呼籲警方重視此問題，也重申民國黨反毒決心，會後並邀請縣長邱鏡淳和議長張鎮榮等人一起聯署支持「台灣零毒品行動」[45]。21日，台北市長柯文哲與衛生局、教育局、警察局等一級主管，連署支持民國黨反毒行動[46]。

## 宗教性質
民國黨主席徐欣瑩與其胞弟台北市議員徐世勳，和黨內的新竹縣議員邱靖雅，都公開信仰悟覺妙天禪師，早期組成可能趨近於政教合一的宗教入世型政黨，隨著聯電榮譽副董宣明智、基隆市議員楊石城等陸續加入，增加了科技與在地層面的耕耘。

## 外部連結
- 民國黨 （页面存档备份，存于）
- 民國黨的Facebook專頁
- YouTube上的民國黨頻道